# William Jay Gaynor

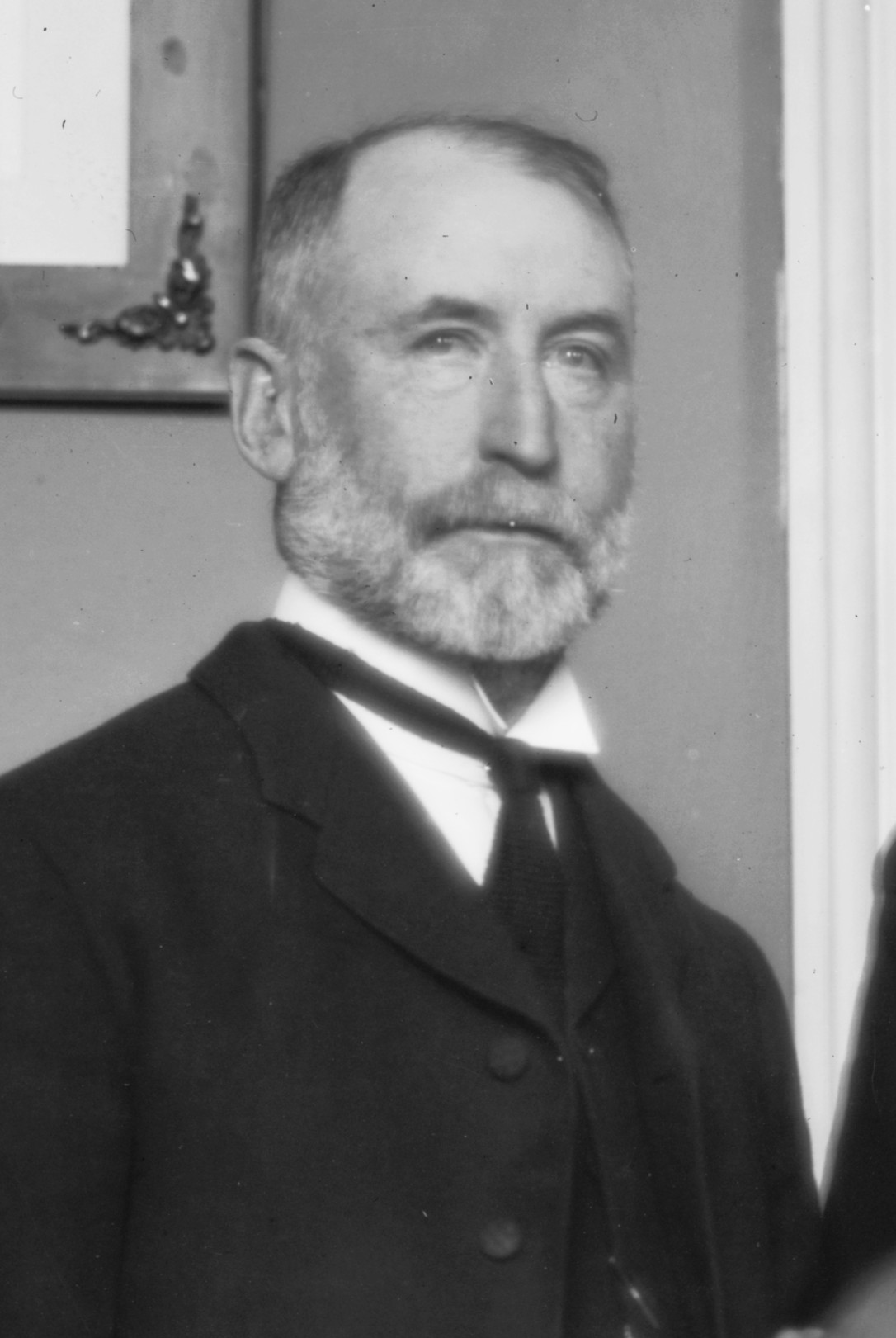
William Jay Gaynor

William Jay Gaynor (* 2. Februar 1848 in Oriskany, New York; † 10. September 1913) war ein US-amerikanischer Jurist und Politiker. Er starb während seiner Amtszeit als 94. Bürgermeister von New York City.

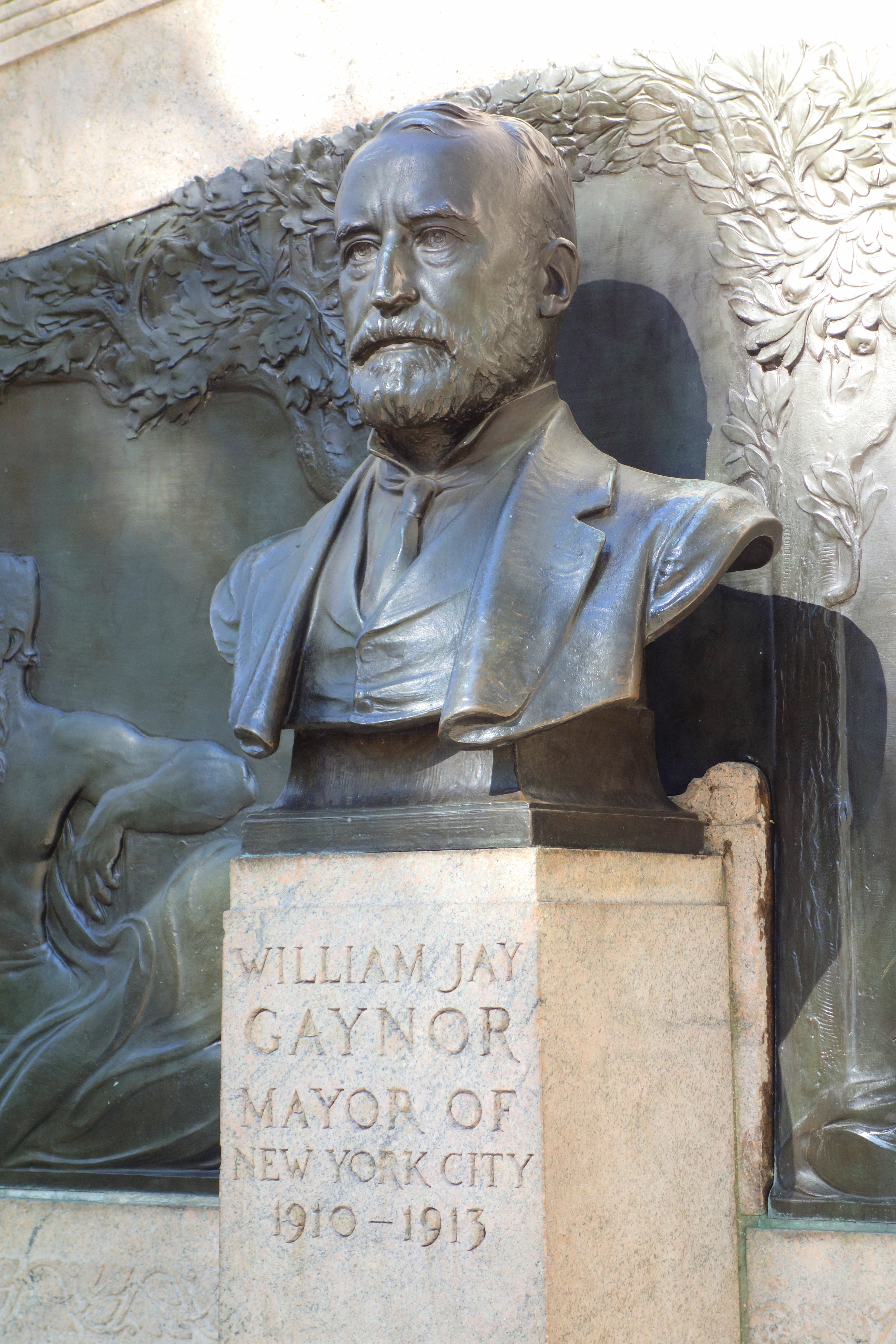
William Jay Gaynor Memorial in Brooklyn

## Leben
Gaynor wuchs auf dem Lande als Kind streng katholischer Eltern irischer Abstammung auf. Als Teenager zeigte er großes Interesse an der Kirche und deshalb wurde er von seinen Eltern, auch aus Kostengründen, auf eine kirchliche Oberschule in der benachbarten Kreisstadt Utica geschickt. Diese wurde von der aus Frankreich stammenden Gemeinschaft der Brüder der christlichen Schulen unterhalten und mit Lehrern ausgestattet. Der junge Mann entwickelte sich gut in der Schule und beschloss, Mitglied in dem Männerorden zu werden.
Gaynor wurde 1863 im Alter von 15 Jahren in der Orden aufgenommen, nahm den Namen Bruder Adrian Denys an; ihm wurden jedoch noch nicht die Weihen zuteil. Die nächsten fünf Jahre wurde er im Haus der Brüder ausgebildet und er übernahm bald Unterricht in Dorf- und Gemeindeschulen in der Umgebung von Utica. 1868 wurde er mit einer Gruppe der Brüder ausgewählt, den Aufbau des späteren Saint Mary’s College of California in San Francisco (Kalifornien) mitzugestalten. Die Reise ging mit dem Dampfer Ocean Queen bis Aspinwall, heute Colón, im heutigen Panamá, danach über Land bis zur Pazifikküste und von dort mit dem Schiff weiter nach San Francisco. Während der Reise überkamen ihn jedoch Zweifel an seiner Berufung und so kehrte er im gleichen Jahr zu seiner Familie in Utica zurück.

## Laufbahn als Jurist und Politiker
Sein Vater vermittelte Gaynor in das Rechtsanwaltbüro Horatio & John Seymour, damit er sich für das Jurastudium vorbereiten konnte. In dieser Zeit kam er mit der Politik in Kontakt, da Horatio Seymour in den Jahren vorher Gouverneur des Staates New York gewesen war und 1868 gegen Ulysses S. Grant die Wahl zum US-Präsidenten verloren hatte.
1893 wurde Gaynor durch das Establishment von Tammany Hall in New York für einen Sitz am Supreme Court des Staates New York vorgeschlagen und auch 1893 gewählt. Seinen Ruf als ehrlicher und reformfreudiger Richter festigte er ab 1905, nachdem er zum Appellationsgericht am Supreme Court berufen worden war. 1909 gewann er als Vertreter der Demokratischen Partei die Wahl zum Bürgermeister von New York. Am 1. Januar 1910 ging er zu Fuß zum Dienstantritt von seinem Haus in Park Slope in Brooklyn zur City Hall, dem Rathaus der Stadt in Manhattan.
Seine Verbindungen zu Tammany Hall brach Gaynor bald nach seinem Dienstantritt ab. Er besetzte zum Beispiel hohe Beamtenposten mit dafür geeigneten Spezialisten, Angestellte der Stadt wurden ohne den bis dahin bekannten Nepotismus oder die verbreiteten Schmiergeldzahlungen eingestellt und befördert. Die Behinderungen durch taktische Winkelzüge beim Ausbau der New York City Subway wurden beseitigt.

## Letzte Jahre und Tod
Am 9. August 1910 wurde Gaynor an Bord des deutschen Passagierschiffs Kaiser Wilhelm der Große, das an der Anlegestelle des Norddeutschen Lloyds in Hoboken (New Jersey) lag, von zwei Kugeln aus einem Revolver in den Hinterkopf getroffen. Er überlebte den Anschlag und erholte sich rasch.
Der Attentäter James J. Gallagher hatte für die Stadt von 1903 bis zu seiner Entlassung am 19. Juli 1910 als Nachtwächter im Hafen gearbeitet; nach seiner Festnahme und Verurteilung starb er Anfang 1913 im Gefängnis von Trenton an Parese.
Gaynor wollte für das Präsidentenamt der USA kandidieren und ließ sich 1913 für eine zweite Wahlperiode als New Yorker Bürgermeister von einer unabhängigen Wählergruppe als Kandidat aufstellen. Tammany Hall hatte dem Politiker die Unterstützung versagt.
Am 10. September 1913, dem sechsten Tag nach der Abfahrt nach Europa an Bord der Baltic, starb William Jay Gaynor. Als Todesursache wurde ein Herzinfarkt festgestellt. Das Schiff soll sich zu der Zeit rund 400 Meilen von Irland entfernt befunden haben. Zehntausende erwiesen Gaynor bei seiner Aufbahrung im New Yorker Rathaus am 20. September 1913 die letzte Ehre, dem Trauerzug entlang dem Broadway am 21. September wohnten hunderttausend bei.
Die von Gaynor begonnene Amtsperiode führte der Vorsitzende des städtischen Board of Aldermen, Ardolph Loges Kline, zu Ende.

## Würdigung

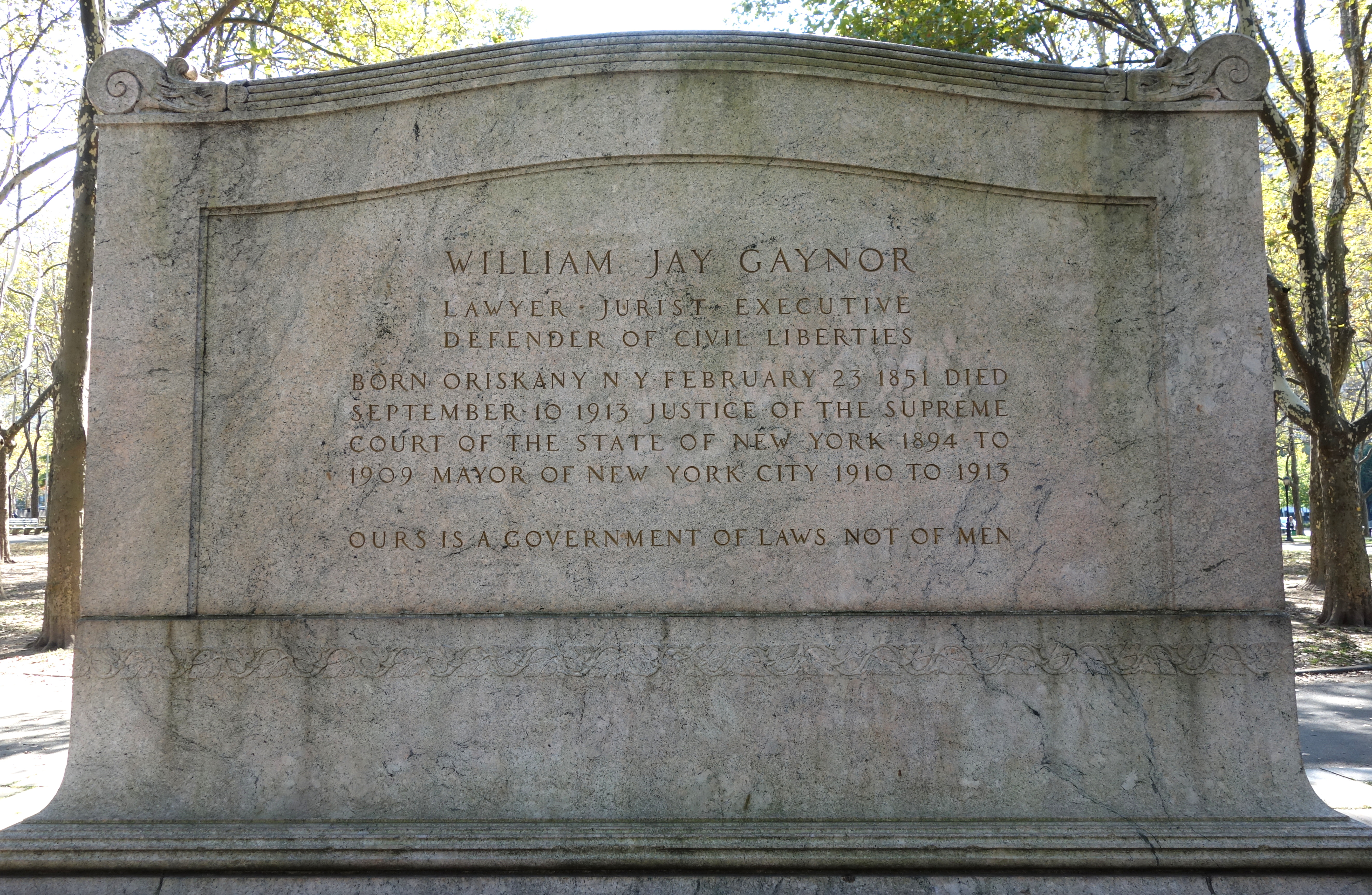
Inschrift auf Rückseite des William Jay Gaynor Memorial

Das Grab William Jay Gaynors befindet sich auf dem Green-Wood Cemetery in Brooklyn.
Das „William Jay Gaynor Memorial“ ist eine Gedenkstätte am Cadman Plaza in Downtown Brooklyn nahe der Brooklyn Bridge. Im Jahr 1926 stiftete das Gaynor Memorial Committee eine vom Bildhauer Adolph Alexander Weinman geschaffene und von der American Art Foundry gegossene Bronzebüste. Eine Platte aus Milford-Granit trägt biografische Angaben und eine Würdigung, die mit einem Zitat des Verfassungsrichters John Marshall aus dem Urteil im Verfahren Marbury v. Madison (1803) schließt:

“Ours is a Government of Laws not of Men”

„Bei uns herrscht das Recht, nicht die Willkür Einzelner“